# 짐 시네갈

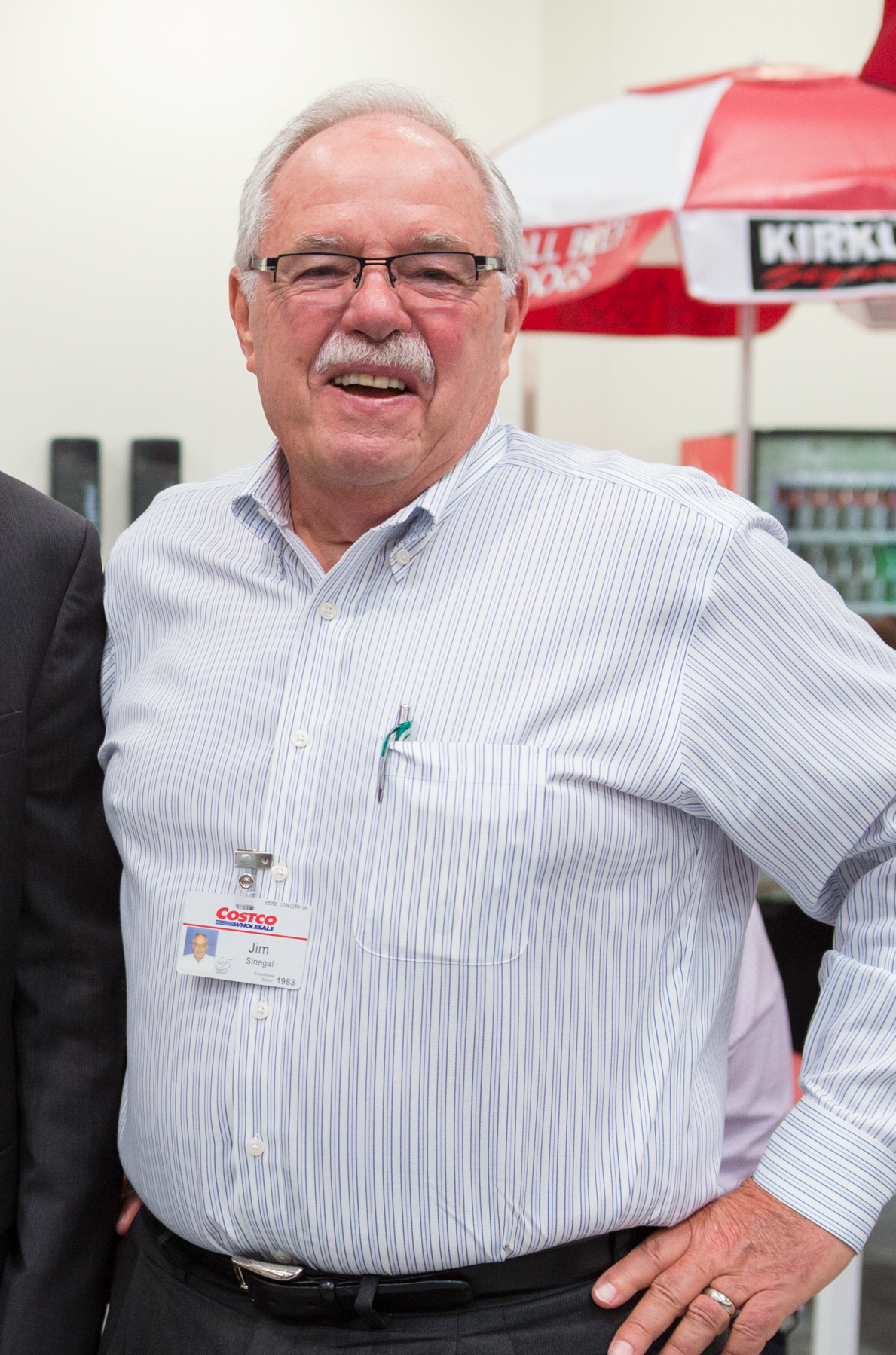

짐 시네갈(James D. Sinegal / 1936년 1월 1일 ~ )은 미국의 세계적인 유통기업인 코스트코(Costco Wholesale Corporation)의 설립자이며 '유통업계의 스티브 잡스'로도 불린다.

## 유년시절 과 학력
짐 시네갈은 1936년 1월 1일 미국 펜실베이니아주 피츠버그의 가톨릭 집안에서 태어났다. 짐 시네갈은 태어나자마자 부모와 헤어졌다. 아이를 양육할 형편이 안 되었던 짐 시네갈의 어머니는 짐 시네갈을 고아원에 맡겼다. 짐 시네갈이 11살이 되던 해에 이탈리아 남자와 재혼한 그의 어머니가 다시  데리러 왔다. 원래
그의 성은 '라이트(Wright)'였지만 새 아버지의 성을 따라 '시네갈(Sinegal)'로 바꿨다. 그는 세인트 로렌스 초등학교, 센트럴 가톨릭 고등학교, 힐렉스 고등학교를 나왔다. 1955년에는 샌디에이고 커뮤니티 대학교에서 준 학사 학위를 받았으며 1959년에 샌디에이고 주립 대학교를 졸업했다. 2009년 그의 연봉은 35만 달러(약 3억9500만원) 정도였다.

## 코스트코 창업
1954년, 샌디에이고 커뮤니티 대학에 다니던 18살의 짐 시네갈은 마을에 새로 생긴 할인점인 페드마트(Fed - Mart)에서 아르바이트를 하는 친구를 도와 매트리스를 나르는 일을 하게 되면서 유통업에 흥미를 느끼게 되었다. 1976년에 페드마트의 설립자인 솔 프라이스(Sol Price)는 페드마트가 독일의 한 사업가에게 매각되자 샌디에이고에 회원제로 운영하는 할인점인 프라이스 클럽(Price Club)을 열었다. 이에 시네갈 또한 프라이스 클럽으로 직장을 옮겼으며 1978년부터 1979년까지 부사장을 역임했다. 그리고 1983년 5월
26일 47살에 투자가인 제프리 브로트먼과 함께 750만 달러의 자본금으로 커클랜드에 코스트코를 창업했다. 코스트코는
이후 6년 만에 매출이 30억 달러에 이를 만큼 빠른
성장을 보였으며 1993년에는 프라이스 클럽을 인수했다. 시네갈은 1983년부터 2011년 12월 31일 은퇴할 때까지 코스트코의 CEO를 맡았다. 은퇴 당시 그의 연봉은 32만 5,000달러(한화 약 3억 6,000만원)로 다른 CEO들의 4분의 1수준이었다.

## 경력
- 1954년 ~ 1979년: 페드마트, 최종직책은 수석부사장
- 1979년 ~ 1983년: 프라이스클럽 수석부사장
- 1983년 ~ 2012년 1월: 코스트코 CEO
- 2012년 1월 ~ 현재: 코스트코 이사회 멤버

## 기타
- 2003년: 최고의 CEO, 비즈니스위크
- 2006년: 가장 영향력있는 100인, 타임

## 사생활
짐 시네갈은 그의 아내인 자넷 시네갈(Janet Sinegal)과 3명의 자녀가 있으며 그의 아들 다비드 시네갈(David Sinegal)은 캘리포니아 주의 세인트헬레나에 있는 와인 양조장을 운영하고 있다.

## 어록
| “ | 커클랜드 시그니처의 마진률은 15%를 유지해야 한다. 15%는 우리도 돈을 벌고 고객도 만족할 수 있는 적당한 기준이며, 마진율을 16%나 18%로 올리는 순간 가격과 비용을 최소화하려 했던 코스트코의 모든 노력이 물거품 될 것이다. | ” |

| “ | 주주보다 직원이 우선이며 직원에게 더 많이 투자하는 것이 기업에 더 이득이 된다. | ” |

| “ | 직원이 계속 새로운 직장으로 떠난다면 관리자들은 새 사람을 뽑는 데 시간을 허비하느라 정작 비즈니스에 신경을 쓰지 못하게 될 것이다. | ” |

| “ | CEO가 현장 직원보다 수백 배 많은 연봉을 받는 것은 옳지 않다. | ” |

| “ | 세상을 떠나기 직전까지 일을 했던 스티브 잡스처럼 나 역시 죽기 전까지 열정적으로 일하고 싶다. | ” |